# Фалернське вино
Фалернське вино, також Фалернум — міцне біле вино, особливо популярне в класичний римський період. Це був один із найпопулярніших видів вина в Римській імперії і часто згадується у стародавніх письменників. Область обробітку розташовувалась у ager Falernus, що в північній Кампанії, і поділялась на три ділянки: фалерський зростав біля підніжжя нинішнього Монте Массіко, на його схилах — фаустиціанський, на вершині пагорба — кауціанський. Виноградники фалерської розташовувалися на кауціанських схилах.
Фалернські лози росли на в'язах та тутових деревах. За стародавніми міркуваннями це сприяло кращому збереженню лози. Оптимальної зрілості вино досягає у віці 15 років, однак деякі відомі сорти, такі як «Опіміан», названий на честь Луція Опімія, консула 121 року до н. е. і вважається найстарішим задокументованим сортом. Поети, такі як Горацій і Марціал, високо цінували сильний, насичений смак фалерського вина. Як повідомляє Пліній Старший, виріб був доступний у вигляді терпкого (vinum austerum), напівсухого (vinum tenue) й солодкого (vinum dulce), а також червоного та білого вина. Згідно написа з Помпеї, фалернське вино було вчетверо дорожче за звичайне сільське вино і тому коштувало 4 ас. Припускається, однак, що йшлося не про справжнє фалерське вино, оскільки він коштував би ще дорожче.
Кампанія і сьогодні є виноробним регіоном. Наскільки тамтешнє вино, яке іноді називають Falerno del Massico, відповідає стародавньому фалернському, точно визначити не можна.
Іншими популярними сортами винограду в Римській імперії, крім Фалерно, були Чекубер, Массіко та Суррентінер, які також вирощувалися та вироблялися у Кампанії.
У Стародавньому Римі найцінніший сорт яблуні також називали «фалернським» через схожість кольору із сортом вина.